# Torino Palavela
Der Torino Palavela ist eine Sport- und Veranstaltungshalle in der italienischen Stadt Turin im Piemont. Sie befindet sich im Südosten der Stadt zwischen dem Corso Unità d’Italia und der Via Ventimiglia, in der Nähe des Messegeländes Lingotto, des Oval Lingotto und des Olympischen Dorfes.
Die Halle wurde von 1959 bis 1961 als Palazzo a Vela errichtet, aus Anlass des 100. Jahrestages der Vereinigung Italiens (und der Expo 1961). Von Oktober 2003 bis Dezember 2004 wurde sie mit einem Aufwand von 55 Millionen Euro völlig renoviert und nach dem Entwurf von Gae Aulenti umgestaltet. Das Dach weist die Form eines Segels auf, das von drei Bögen getragen wird.
Während der Olympischen Winterspiele 2006 wurden hier die Wettbewerbe im Eiskunstlauf und Shorttrack ausgetragen. Die Kapazität beträgt 9.000 Zuschauer. 2010 war die Halle vom 22. bis 28. März Schauplatz der 100. Eiskunstlauf-Weltmeisterschaften.
Entworfen wurde sie von dem Ingenieur Franco Levi und den Architekten Annibale Rigotti und Giorgio Rigotti.

## Galerie

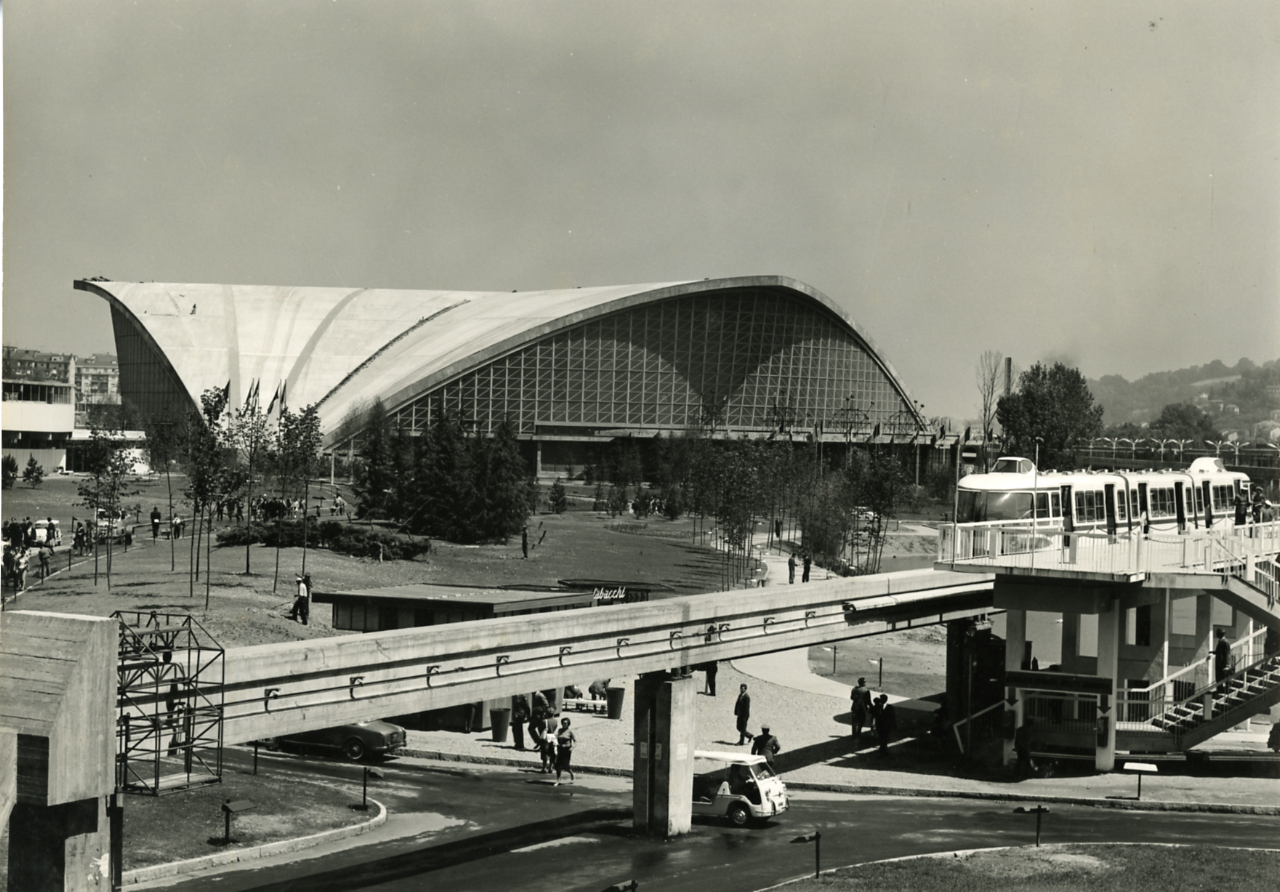
Überblick über den Bereich der Messe Italia '61 mit dem Palavela. Bilder von Paolo Monti 1961
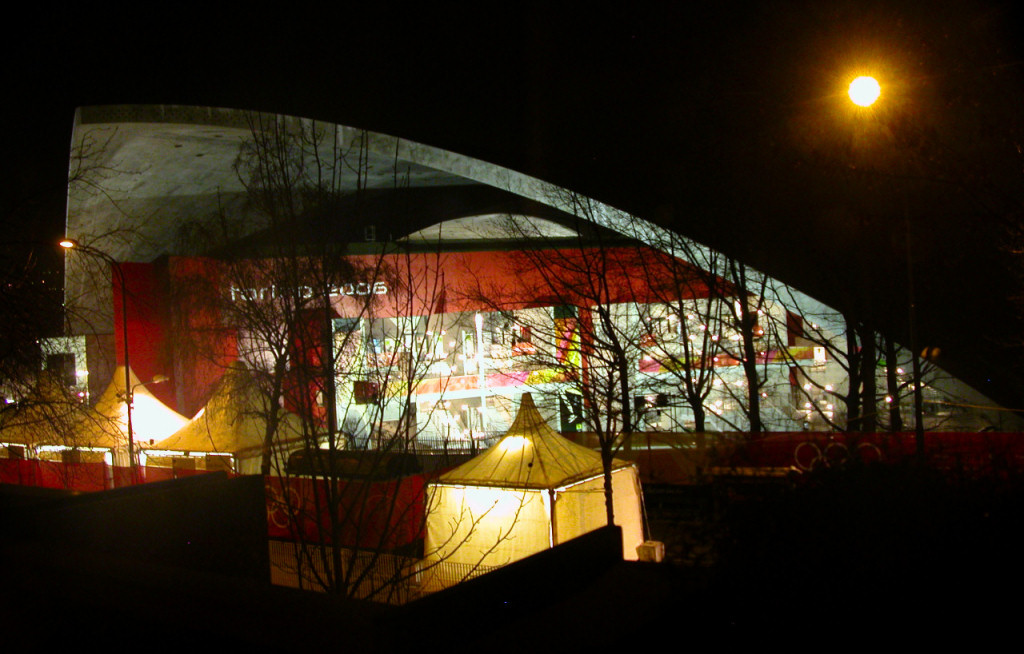
Der Torino Palavela während der Olympischen Winterspiele 2006
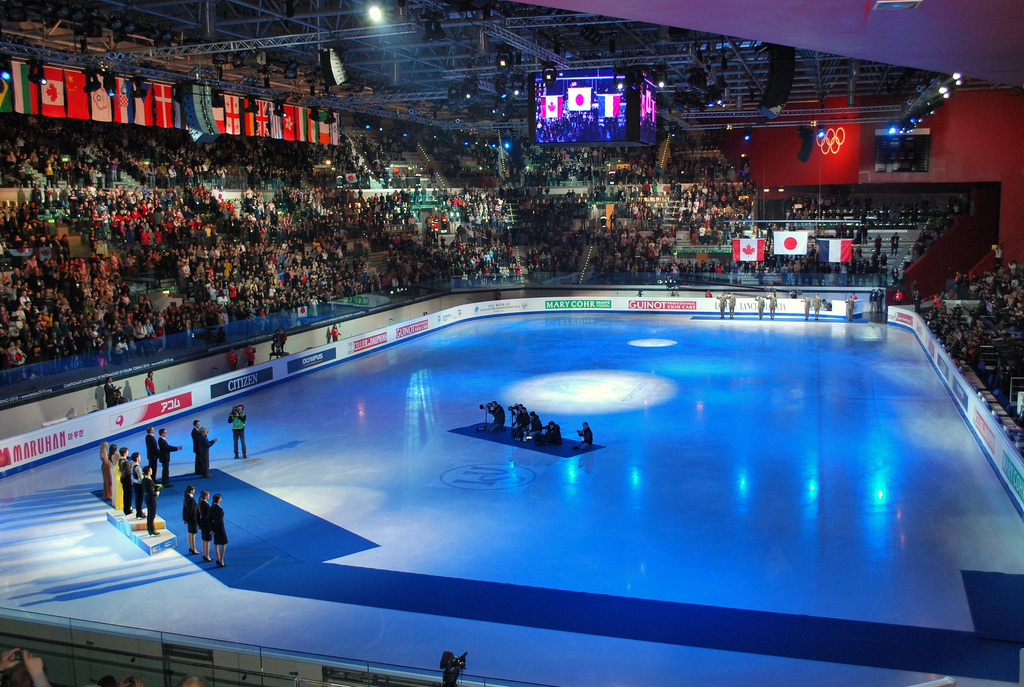
Siegerehrung der Männer bei den Eiskunstlauf-Weltmeisterschaften 2010